# Bernhard Mrohs
Bernhard Mrohs (* 20. September 1949 in Regensburg) ist ein deutscher Maler, der auch als Jazzmusiker tätig war.

## Biographisches
Bernhard Mrohs wurde 1949 in Regensburg geboren. Nach Schulzeit und kaufmännischer Lehre studierte er am Konservatorium in Nürnberg Kontrabass bei Georg Hörtnagel. Er war Mitbegründer und Bassist des deutsch-amerikanischen Quartetts A Touch of Jazz, mit dem er nahezu zehn Jahre zusammenarbeitete und Mitglied des Ansbacher Kammerorchesters. Daneben war er Musiklehrer und Musiker in anderen Formationen und wirkte bei vielen Studio-, Rundfunk- und Fernsehproduktionen mit.
1989 beendete Mrohs seine Karriere als Jazzmusiker und übersiedelte nach England, wo er bis 1992 Mitarbeiter am Emerson College war. Dort kam er in Kontakt mit Malerei und Bildhauerei und bildete sich in diesen Kunstrichtungen weiter. In den Folgejahren beschäftigte er sich mit der Synthese von Form und Klang, gab Improvisationskurse, fertigte Klangobjekte, schrieb Artikel für verschiedene europäische Zeitschriften, organisierte Ausstellungen, Workshops und Konzerte.
Neben seinen künstlerischen Aktivitäten betrieb er bis 2010 eine Buchhandlung mit Galerie und Atelier. Seitdem widmet sich Bernhard Mrohs ausschließlich der Malerei. Er lebt und arbeitet in Freiburg.

## Rezeption
Seine Kunst macht sich nicht am Gegenstand fest. Sie ist abstrakt. Bei jemandem, der seine Prägung in der improvisierten Musik erhalten hat, versteht sich das fast von selbst. Mrohs agiert gestisch im Nichtgegenständlichen. In seinen Bildern konzentriert er sich zumeist auf ein oder zwei zentrale Farben, die das Bild bestimmen.

## Publikationen (Auswahl)
- The Situation of Music Today. In: New View, London, 1991
- Recorded Sound – Blessing or Curse. In: New View, London 1993
- Die Schallplatte – Fluch oder Segen. In: Info3, Frankfurt, 1994
- Im Werdefeld polarer Kräfte. In: Das Goetheanum, Dornach, 1999
- HAIKU – 39 Gedichte in japanischer Haiku-Tradition mit Bildern und Zeichnungen des Autors, Freiburg 2015, ISBN 978-3-00-050964-3

## Diskografie (Auswahl)
- A Touch of Jazz, Workshop Records 061
- Life & Better Times, Forum Sulzdorf 010

## Lexikalischer Eintrag
- Martin Kunzler: Jazz-Lexikon. Band 2: M–Z (= rororo-Sachbuch. Bd. 16513). 2. Auflage. Rowohlt, Reinbek bei Hamburg 2004, ISBN 3-499-16513-9.

## Ausstellungen (Auswahl)
- Wernstein, 1999
- Freiburg, 2006, 2008, 2010
- Lahr, 2009, 2014
- Stuttgart, 2010
- Öschelbronn, 2011
- Querceto/Italien, 2011
- Ebringen, 2016
- Lanzarote, 2016, 2019